# Clubiona straminea
Clubiona straminea este o specie de păianjeni din genul Clubiona, familia Clubionidae, descrisă de O. P.-cambridge în anul 1872.
Este endemică în Israel. Conform Catalogue of Life specia Clubiona straminea nu are subspecii cunoscute.